# Sindicat (Palau-solità i Plegamans)
Sindicat és una obra de Palau-solità i Plegamans (Vallès Occidental) inclosa a l'Inventari del Patrimoni Arquitectònic de Catalunya.

## Descripció
És una casa de planta rectangular amb teulada a dues vessants. El coronament de la façana i de les finestres és mixtilini. En la façana lateral, per sobre de les finestres, s'obren petites finestres circulars.

## Història
El 1916 va néixer el Sindicat Agrícola amb l'objectiu de facilitar als pagesos l'adquisició d'adobs a bon preu i aconseguir facilitats de pagament.
Gràcies al moviment econòmic el Sindicat va arribar fins i tot a tenir una "Caja Rural". Actualment es coneix com la Cooperativa Agrícola.